# Hualien-Erdbeben 2018
Am 6. Februar 2018 um 23:50 Uhr Ortszeit (16:50 Uhr MEZ) ereignete sich ein Erdbeben nahe der Stadt Hualien an der Ostküste Taiwans.

## Ereignis
Das Epizentrum des Bebens lag etwa 20 Kilometer vor der Ostküste der Insel Taiwan in circa zehn Kilometer Tiefe unter dem Meeresboden im Pazifischen Ozean. Das Zentrale Wetteramt Taiwans (englisch Central Weather Bureau) gab die Magnitude des Bebens mit 6,0  an. Andere Erdbebenmessstationen weltweit ermittelten noch höhere Werte (USGS: 6,4, GFZ: 6,3, CENC: 6,5, JMA: 6,3). Dem Hauptbeben folgten zahlreiche kleinere Beben, von denen drei eine Magnitude größer 5,0 aufwiesen: um 2:00 Uhr Ortszeit (MW 5,2), um 2:07 Uhr (MW 5,4) und um 3:15 Uhr (MW 5,4).
Vom Beben hauptbetroffen war die nahegelegene Stadt Hualien, die Hauptstadt des gleichnamigen Landkreises. Dort kollabierte das Erdgeschoss des zehnstöckigen Marshal Hotels und mehrere  weitere Gebäude wurden schwer beschädigt und zahlreiche Personen wurden in den Gebäuden eingeschlossen. Die Rettungs- und Bergungsmaßnahmen setzten unmittelbar danach ein und auf Veranlassung der taiwanischen Präsidentin Tsai Ing-wen wurden entsprechende Notfallpläne in Kraft gesetzt. Etwa 280 Personen wurden verletzt. 14 der insgesamt 17 Toten kamen im Yun Men Tsui Ti-Hochhaus (雲門翠堤大樓 – „Gründamm-Wolkentor-Hochhaus“) a ums Leben.
Kurz nach dem Beben wurden Spendenkonten für die Erdbebenhilfe eingerichtet. Politiker verschiedenster Parteien spendeten zum Teil erhebliche Summen, ergänzt durch Spenden aus der Wirtschaft, so dass 24 Stunden nach dem Ereignis 170 Millionen NT$ (etwa 4,71 Millionen Euro) zusammengekommen waren. Bis zum 9. Februar stieg das Spendenaufkommen auf 600 Millionen NT$ (16,6 Millionen Euro) an. Die taiwanische Regierung stellte dem Landkreis Hualien 929 Millionen NT$ (25,7 Millionen Euro) als Soforthilfe zur Verfügung. In den Tagen danach riefen Experten dazu auf, verstärkt in die Erdbebensicherheit älterer Gebäude zu investieren. Dies beträfe vor allem Gebäude, die vor dem Jahr 1999 errichtet wurden, als die Bauvorschriften nach dem Jiji-Erdbeben verschärft wurden.
Das Beben ereignete sich auf den Tag genau zwei Jahre nach dem Erdbeben in Kaohsiung 2016, das am 6. Februar 2016 (Ortszeit) 117 Todesopfer gefordert hatte.
Das Epizentrum des Bebens lag im Bereich der Subduktionszone zwischen der Philippinischen und der Eurasischen Platte. Seit dem 3. Februar 2018 hatte es eine verstärkte Erdbebenaktivität in Taiwan gegeben und vom 3. bis 6. Februar 2018 wurden insgesamt 19 Beben von einer Magnitude von mindestens 4,5 registriert.

Grafik zu Erdbebendaten des Hualien-Bebens 2018 – CWB, USGS
Richter-Magnitude – CWB, Hualien-Beben 2018
359 Erdstöße am 9. Februar (UTC+8) – CWB,  Hualien 2018
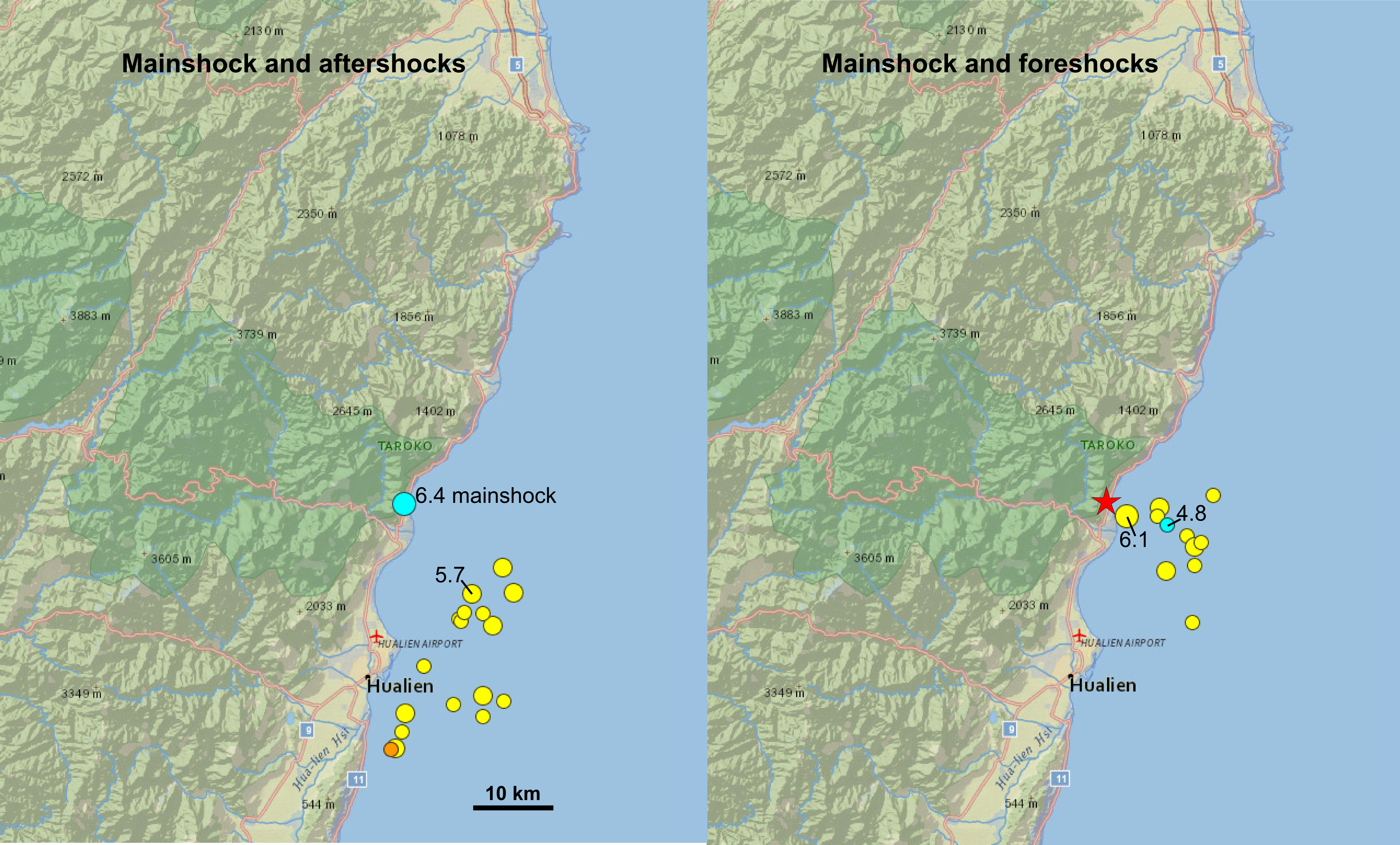
Vor-, Haupt- und Nachbeben am 9. Februar (UTC 18:00) – USGS, Hualien 2018
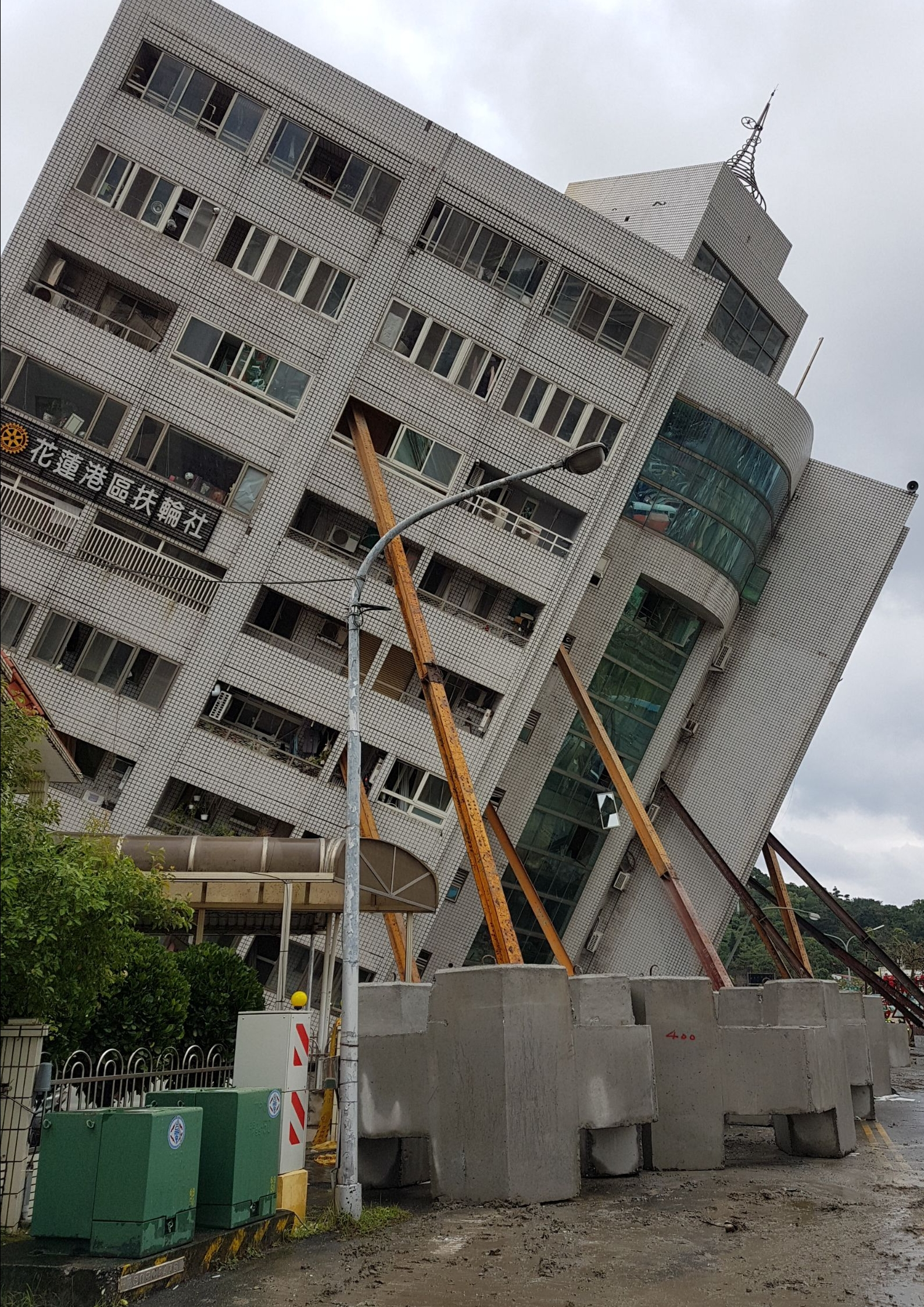
Das zerstörte Yun Men Tsui Ti-Hochhaus, 2018

__